# Dilkea johannesii
Dilkea johannesii är en passionsblomsväxtart som beskrevs av José Demetrio Rodríguez. Dilkea johannesii ingår i släktet Dilkea och familjen passionsblomsväxter. Inga underarter finns listade i Catalogue of Life.